# IC 1003
IC 1003 је галаксија у сазвјежђу Дјевица која се налази на листи објеката дубоког неба у Индекс каталогу.
Деклинација објекта је + 5° 4' 23" а ректасцензија 14h 21m 29,8s. Привидна величина (магнитуда) објекта IC 1003 износи 14,3 а фотографска магнитуда 15,3. IC 1003 је још познат и под ознакама UGC 9190, CGCG 47-24, MK 1381, NPM1G +5.428, IRAS 14189+0518, PGC 51303.